# Mudroňovo
Mudroňovo es un municipio del distrito de Komárno en la región de Nitra, Eslovaquia, con una población estimada a final del año 2024 de 124 habitantes.
Se encuentra ubicado al suroeste de la región, cerca de los ríos Danubio y Váh, y de la frontera con Hungría.

## Demografía
| Año        | 1994 | 2004     | 2014     | 2024    |
| ---------- | ---- | -------- | -------- | ------- |
| Población  | 89   | 110      | 130      | 124     |
| Diferencia |      | +23,59 % | +18,18 % | −4,61 % |

| Año        | 2023 | 2024    |
| ---------- | ---- | ------- |
| Población  | 123  | 124     |
| Diferencia |      | +0,81 % |